# Gonadoblastoma
Un gonadoblastoma es una neoplasia compleja compuesta por una mezcla de elementos gonadales, como grandes células germinales primordiales, células de Sertoli inmaduras o células de la granulosa del cordón sexual, y células estromales gonadales. Los gonadoblastomas son, por definición, benignos, pero más del 50 % tienen un disgerminoma coexistente que es maligno, y un 10 % adicional tienen otras malignidades más agresivas, y como tales suelen tratarse como malignos.

## Factores de riesgo
El gonadoblastoma se asocia con mayor frecuencia a un cariotipo cromosómico anormal, a la disgenesia gonadal o a la presencia de un cromosoma Y en más del 90 % de los casos. Se han encontrado gonadoblastomas en asociación con el síndrome de insensibilidad a los andrógenos, la disgenesia gonadal mixta y el síndrome de Turner, especialmente en presencia de células portadoras del cromosoma Y. Las mujeres con síndrome de Turner cuyo cariotipo incluye un cromosoma Y (como en el mosaicismo 45X/46XY) corren un mayor riesgo de padecer gonadoblastoma. Debido al riesgo de gonadoblastoma, los individuos con síndrome de Turner con material detectable del cromosoma Y (síndrome de Turner con mosaicismo) deberían ser sometidos a una extracción profiláctica de sus gónadas. En un estudio poblacional, el riesgo acumulado de las mujeres con síndrome de Turner y material del cromosoma Y era del 7,9 % a la edad de 25 años.

## Diagnóstico

### Clasificación
Los gonadoblastomas pueden contener elementos tanto de células germinales como del estroma gonadal.
Anteriormente, el gonadoblastoma se consideraba a veces como un subconjunto del disgerminoma. En la literatura moderna, a veces se considera que progresa hasta convertirse en disgerminoma.

## Tratamiento
El tratamiento estándar incluiría la exploración quirúrgica por laparotomía. La laparoscopia puede ser una opción si el cirujano es particularmente hábil en la eliminación de neoplasias ováricas intactas a través de la laparoscopia. Si el diagnóstico de gonadoblastoma es seguro, se debe realizar una salpingo-ooforectomía bilateral (BSO) para extirpar tanto el tumor primario como el ovario contralateral disgénico. Si no está involucrado, el útero debe dejarse intacto. La moderna tecnología de endocrinología reproductiva permite a los pacientes después de la BSO lograr el embarazo mediante la fertilización in vitro (FIV) con un óvulo de donante.